# Pneu sem ar

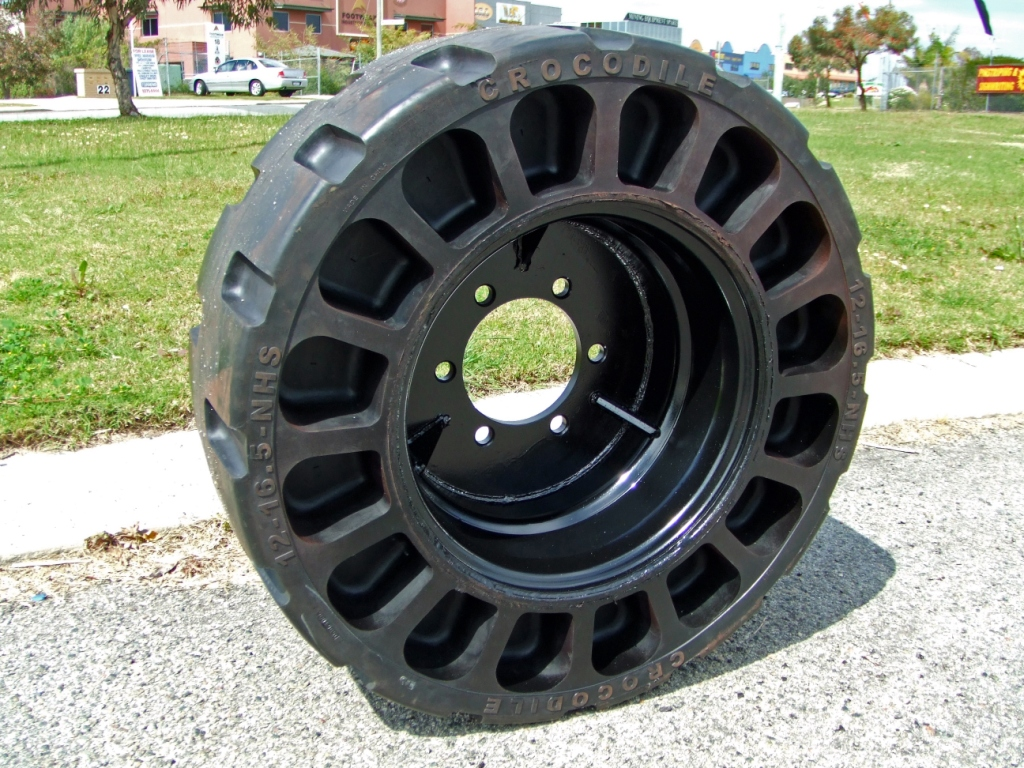
Um pneu sem ar.

Pneus sem ar são pneus que não são suportados pela pressão do ar. Eles são usados em alguns veículos pequenos, como cortadores de grama e carrinhos de golfe motorizados. Eles também são usados em equipamentos pesados, como retroescavadeiras, que são necessárias para operar em locais como a demolição de edifícios, onde o risco de furos nos pneus é alto. Os pneus de espuma de poliuretano de célula fechada também são fabricados para bicicletas e cadeiras de rodas. Eles também são comumente encontrados em carrinhos de mão que podem ser usados para trabalhos de quintal ou construção.

## Vantagens
A principal vantagem dos pneus sem ar é que eles não furam. Outras vantagens são que os pneus sem ar precisam ser menos substituídos, resultando em economia. Equipamentos pesados equipados com pneus sem ar serão capazes de carregar mais peso e se envolver em atividades mais difíceis.

## Desvantagens
Os pneus sem ar geralmente têm maior resistência ao rolamento e oferecem um pouco menos de suspensão do que os pneus de formato e tamanho semelhantes. Outros problemas para pneus de equipamentos pesados sem ar incluem dissipar o acúmulo de calor que ocorre quando eles são dirigidos. Os pneus sem ar geralmente são preenchidos com polímeros comprimidos (plástico), em vez de ar, ou podem ser um produto sólido moldado.
Os pneus sem ar são atraentes para os ciclistas, pois os pneus das bicicletas são muito mais vulneráveis a furos do que os pneus dos veículos motorizados. As desvantagens dos pneus sem ar dependem do uso. Operadores de equipamentos pesados que usam máquinas com pneus sólidos reclamarão de fadiga, enquanto cortadores de grama que usam pneus sólidos ou sem ar não têm desvantagens. Os ciclistas que usam pneus sem ar podem reclamar que o pneu é mais duro do que um pneu pneumático comparável. Existem apenas evidências anedóticas de que pneus sem ar podem causar rompimento dos raios de uma roda de bicicleta. Qualquer pneu sem ar será mais pesado do que o pneu de borracha que ele deve substituir; no entanto, muitos pneus pneumáticos de borracha também são pesados. Os pneus de borracha variam em resistência ao rolamento e um pneu sem ar ou pastilha sólida pode aumentar apenas marginalmente a resistência ao rolamento, se é que aumenta.
A instalação de pneus sem ar depende do uso. Equipamentos pesados precisarão de equipamentos especiais para serem montados, mas um pneu de bicicleta sem ar pode ser montado com pouco ou nenhum esforço. Pneus sólidos para cortadores de grama sem ar vêm pré-instalados na roda, permitindo uma instalação rápida.

## Exemplos

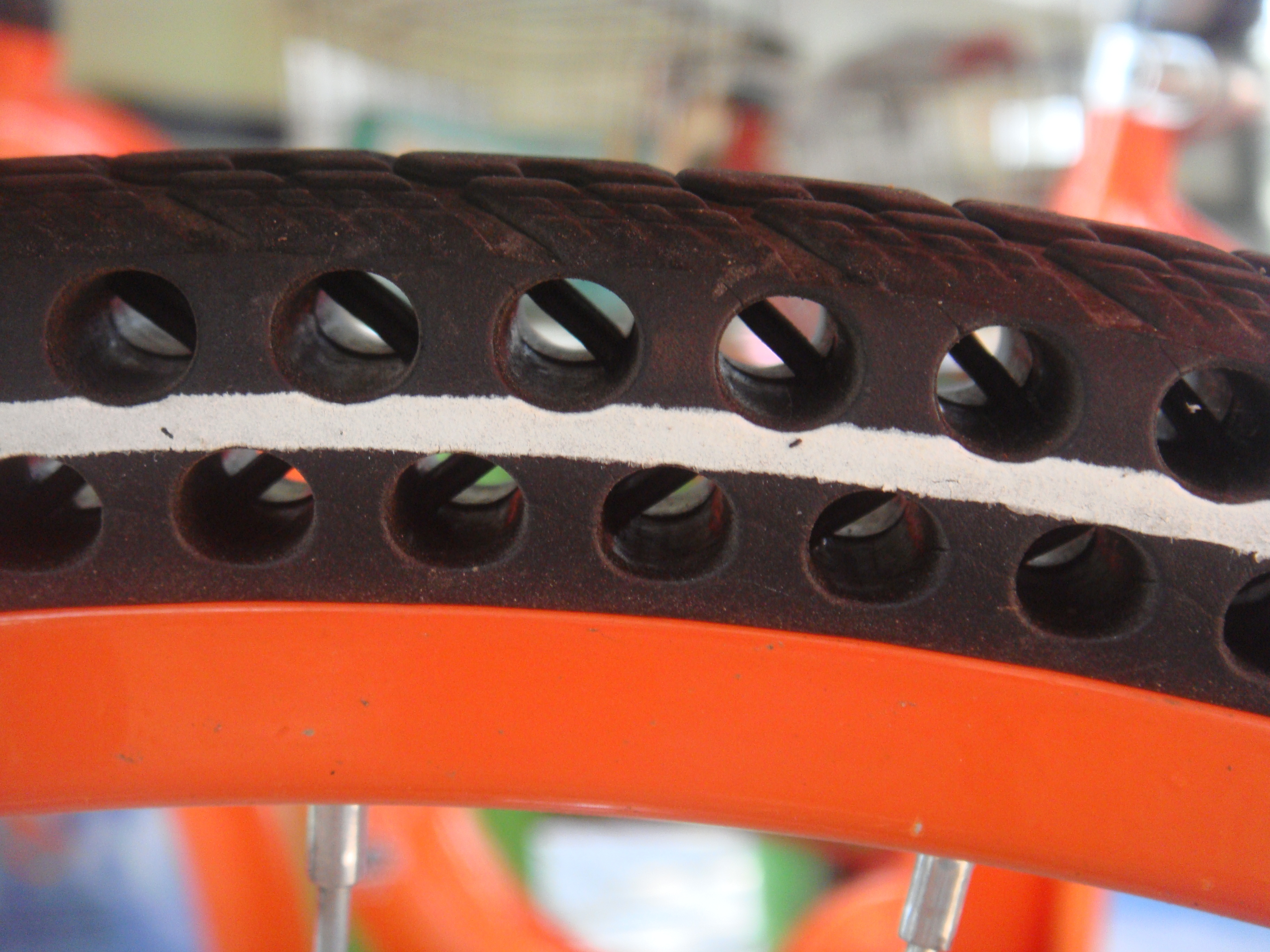
Pneu sem ar em uma Mobike.

Muitos sistemas de compartilhamento de bicicletas usam esses pneus para reduzir a manutenção.
Em 2005, a Michelin começou a desenvolver uma combinação integrada de pneu e roda, o "Tweel" (derivado de "tire", pneu, e "wheel", roda, que, como o nome "Tweel" sugere, são combinados em uma nova peça fundida), que opera totalmente sem ar. A Michelin afirma que seu "Tweel" tem características de transporte de carga, absorção de choque e manuseio que se comparam favoravelmente aos pneus pneumáticos convencionais. No entanto, o pneu vibra muito ao dirigir a mais de 80 km / h (50 mph). Portanto, o pneu está disponível apenas para carrinhos de golfe, ATVs e minicarregadeiras. Em 2019, no entanto, a Michelin e a GM anunciaram sua meta de fazer um novo pneu sem ar para veículos de passageiros disponível em 2024. O grupo de engenharia automotiva do departamento de engenharia mecânica da Universidade Clemson está desenvolvendo um pneu sem ar de baixa perda de energia com a Michelin por meio do NIST Projeto ATP.
A Crocodile Tires desenvolveu e vende uma versão robusta que se adapta a equipamentos de mineração padrão.
A Resilient Technologies e o Polymer Engineering Center da University of Wisconsin-Madison estão criando um "pneu não pneumático", que é basicamente um favo de mel polimérico redondo envolto em uma banda de rodagem preta e espessa. A versão inicial do pneu é para o Humvee e deve estar disponível em 2012. Os pneus sem ar da Resilient Technologies foram testados e são usados pelo Exército dos EUA. É também o primeiro grupo a fazer um pneu sem ar produzido em massa comercialmente disponível após sua aquisição pela Polaris, embora apenas quando acoplado ao seu veículo. A marca registrada do pneu é "Terrainarmor".
A Bridgestone está desenvolvendo o pneu Bridgestone Air-Free Concept, que é semelhante ao Tweel e pode conter 150 kg (330 lb) por pneu.
A roda de retorno de energia (ERW) tem a borda externa do pneu conectada ao aro interno por um sistema de molas. As molas podem ter sua tensão alterada para variar as características de manuseio.
A Big Tire Pty Ltd na Austrália está desenvolvendo uma "roda não pneumática e não sólida", que é projetada para lidar com altas cargas de trabalho, como as encontradas em minas subterrâneas. A roda utiliza várias matrizes de molas de lâmina concêntricas para distribuir a força uniformemente pela roda. Um protótipo da roda foi construído em 2011, e foi testado em uma carregadeira subterrânea Eimco 936.
Em 1938, J. V. Martin, nos Estados Unidos, inventou um pneu de segurança com aros de nogueira revestidos de borracha e equipados com raios de borracha estriada entrecruzados. Ele pode passar por blocos de 100 mm (4 polegadas) quando testado em um carro de teste sem molas.
A Hankook Tire está desenvolvendo o pneu sem ar iFlex.